# Myllenyxis hyalinis
Myllenyxis hyalinis là một loài tò vò trong họ Ichneumonidae.